# Chrissy Costanza
Christina Nicola Costanza (Nueva Jersey; 23 de agosto de 1995),más conocida como Chrissy Costanza, es una cantante, compositora y música estadounidense. Forma parte de la banda de rock alternativo Against The Current, en la que ocupa la posición de compositora y vocalista principal.

## Primeros años
Nació el 23 de agosto de 1995 en Nueva Jersey, Estados Unidos, dentro de una familia de ascendencia italiana. Uno de sus sueños de joven era convertirse en música y realizó diversos covers de canciones populares durante su adolescencia.
Asistió a la escuela preparatoria Immaculate Heart Academy en el municipio de Washington, condado de Bergen, Nueva Jersey; y a la Universidad de Fordham entre 2013 y 2014.

## Carrera
En 2011, Costanza conoció a Dan Gow y Will Ferri, miembros de la banda Against The Current, a través de un amigo en común, uniéndose posteriormente a su banda. De esta forma, comenzó a escribir la mayoría de las canciones originales de la banda y junto a ellos publicaban covers de canciones populares. En 2012, lanzaron su primer sencillo llamado "Thinking". Por esta época. Durante el verano de 2013, se fue de gira con Against The Current y Alex Goot.
En 2014, Against The Current lanzó su primer EP, Infinity. El 6 de junio, Costanza apareció en Access Hollywood.
En febrero de 2015, Against The Current lanzó su segundo EP, Gravity. A finales de abril, Against The Current firmó un contrato discográfico con Fueled by Ramen. A finales de agosto, se embarcaron en su primera gira mundial, el "Gravity World Tour".
El 20 de mayo de 2016, Against The Current lanzó su álbum debut In Our Bones. El mismo mes, tras el lanzamiento de su álbum debut, Costanza cantó en vivo con Alex Goot en varias ocasiones durante la gira de este último. Mientras estaban en el Reino Unido, se le pidió a su banda que tocara un set de última hora en el Download Festival. Kerrang!, una revista con sede en el Reino Unido dedicada a la música rock, dijo que la banda estaba "escribiendo su futuro" y describió a Costanza como "su valiente lideresa". A finales de junio, Rock Sound anunció que Costanza recibiría su propia columna en su revista mensual para hablar sobre el álbum debut de Against The Current, escribir sus propias letras para la banda, hacer giras y dar consejos sobre cómo las bandas aspirantes pueden tener éxito.
En 2017 realizó junto a sus compañeros de banda la grabación de la canción "Legends Never Die" para el Campeonato Mundial de League of Legends 2017. Al año siguiente lanzaron su segundo álbum de estudio, Past Lives. Regresaron a Reading y Leeds Festival  en agosto, tras lo cual la banda hizo sus primeras apariciones en Lollapalooza 2019 y Pentaport Rock Festival.
En 2019, nuevamente realizaría la grabación de una canción para el videojuego League of Legends. Esta vez colaboraría con Cailin Russo en la realización de la canción "Phoenix", la cual cantarían en vivo en la fase final del Campeonato Mundial de League of Legends 2019 en París, Francia y nuevamente en la víspera de Año Nuevo en Bilibili Nochevieja Concierto en Beijing, China. Costanza también interpretó las canciones "Each Goal" y "Hero too" como el personaje Kyoka Jiro en la serie de anime My Hero Academia.
Entre julio de 2020 y mayo de 2021, fue la presentadora del programa Guest House para el canal de streaming VENN. A finales de 2020, se asoció con los jugadores del equipo ganador del Campeonato Mundial de League of Legends 2019, FunPlus Phoenix para lanzar "Phoenix" como su himno para 2021 (esta canción fue diferente a la canción con el mismo nombre utilizada en dicha competición).

## Discografía

### Álbumes de estudio con Against The Current
| Título       | Detalles del álbum                                                                                      | Posicionamiento en listas | Posicionamiento en listas | Posicionamiento en listas | Posicionamiento en listas | Posicionamiento en listas | Posicionamiento en listas |
| Título       | Detalles del álbum                                                                                      | US                        | US Alt                    | US Rock                   | US Heat                   | CAN                       | UK                        |
| ------------ | --- | ------------------------- | ------------------------- | ------------------------- | ------------------------- | ------------------------- | ------------------------- |
| In Our Bones | - Lanzamiento: 20 de mayo de 2016 - Discografía: Fueled by Ramen - Formatos: CD, descarga digital       | 181                       | 15                        | 20                        | 2                         | 83                        | 28                        |
| Past Lives   | - Lanzamiento: 28 de septiembre de 2018 - Discografía: Fueled by Ramen - Formatos: CD, descarga digital | —                         | —                         | —                         | —                         | —                         | 86                        |

### EP con Against The Current
| Título                                   | Detalles                                                                                             | Posicionamiento en listas | Posicionamiento en listas | Posicionamiento en listas | Posicionamiento en listas |
| Título                                   | Detalles                                                                                             | USA Alt                   | USA Ind                   | USA Rock                  | USA Heat                  |
| ---------------------------------------- | --- | ------------------------- | ------------------------- | ------------------------- | ------------------------- |
| Infinity                                 | - Lanzamiento: 27 de mayo de 2014 - Discografía: Autopublicación - Formatos: CD, descarga digital    | —                         | —                         | —                         | 28                        |
| Infinity (The Acoustic Sessions)         | - Lanzamiento: 27 de noviembre de 2014 - Discografía: Autopublicación - Formato: Descarga digital    | —                         | —                         | —                         | —                         |
| Gravity                                  | - Lanzamiento: 17 de febrero de 2015 - Discografía: Autopublicación - Formatos: CD, descarga digital | 23                        | 27                        | 36                        | 4                         |
| Gravity (The Acoustic Sessions, Vol. II) | - Lanzamiento: 10 de julio de 2015 - Discografía: Autopublicación - Formato: Descarga digital        | —                         | —                         | —                         | —                         |
| fever                                    | - Lanzamiento: 23 de julio de 2021 - Discográfica: Fueled by Ramen - Formato: Descarga digital       | —                         | —                         | —                         | —                         |

### Sencillos
| Año  | Título                                                               | Álbum |
| ---- | -------------------------------------------------------------------- | --- |
| 2019 | "Phoenix" (ft. Cailin Russo)                                         | |
| 2020 | "Each Goal" (acreditada como "KYOKA JIRO Starring Chrissy Costanza") | TV Anime "My Hero Academia" 4th Original Soundtrack (TVアニメ『僕のヒーローアカデミア』4thオリジナルサウンドトラック) |
| 2020 | "Hero too" (acreditada como "KYOKA JIRO Starring Chrissy Costanza")  | TV Anime "My Hero Academia" 4th Original Soundtrack (TVアニメ『僕のヒーローアカデミア』4thオリジナルサウンドトラック) |

### Otras participaciones
| Año  | Título                                                           | Álbum                |
| ---- | ---------------------------------------------------------------- | -------------------- |
| 2018 | "Just What to Say" (Dashboard Confessional con Chrissy Costanza) | Crooked Shadows      |
| 2020 | "Phoenix" (FunPlus Phoenix con Chrissy Costanza)                 |                      |
| 2021 | "Romantic Disaster" (Lil Lotus con Chrissy Costanza)             | ERRØR BØY            |
| 2022 | "Half Empty" (State Champs con Chrissy Costanza)                 | Kings of the New Age |
| 2022 | "Teenagers" (The Summer Set con Chrissy Costanza)                | Blossom, Pt.1        |
| 2024 | "Barely Breathing" (From Ashes to New con Chrissy Costanza)      | Blackout             |